# Ивановка (Чарышский район)
Ивановка — село в Чарышском районе Алтайского края. До 4 марта 2022 года входило в состав сельского поселения Малобащелакский сельсовет.

## История
Основано в 1925 г. В 1928 году хутор Ивановский состоял из 10 хозяйства, основное население — русские. В административном отношении входил в состав Малобащелакского сельсовета Бащелакского района Бийского округа Сибирского края.

## Население
| 1926 | 1997 | 1998 | 1999 | 2000 | 2001 |
| ---- | ---- | ---- | ---- | ---- | ---- |
| 70   | ↗111 | ↗114 | ↘107 | ↗116 | ↘110 |
| 2002 | 2003 | 2004 | 2005 | 2006 | 2007 |
| ↘99  | ↘87  | ↘77  | ↘74  | ↘66  | ↗71  |
| 2008 | 2009 | 2010 | 2011 | 2012 | 2013 |
| ↘61  | ↗71  | ↘61  | →61  | ↘57  | ↗58  |

Национальный состав
Согласно результатам переписи 2002 года, в национальной структуре населения русские составляли 98 %.